# ريف كارني
ريف جيفرسون كارني (بالإنجليزية: Reeve Carney)‏ (ولد في 18 أبريل 1983) مغني، ممثل وكاتب أغاني أمريكي، ظهر في فيلم العاصفة (2010) وفي دور «دوريان غراي» في المسلسل الرعب الدارمي بيني دريدفول (2014) كما ولعبت دور حبيب تايلور سويفت في فيديو كليب «أعرفك عند المشكلة».

## روابط خارجية
- الموقع الرسمي
- ريف كارني على موقع IMDb (الإنجليزية)
- ريف كارني على موقع ميوزك برينز (الإنجليزية)
- ريف كارني على موقع أول موفي (الإنجليزية)
- ريف كارني على موقع قاعدة بيانات برودواي على الإنترنت (الإنجليزية)
- ريف كارني على موقع ديسكوغز (الإنجليزية)
- ريف كارني على موقع قاعدة بيانات الفيلم (الإنجليزية)
- "Web Slinger Is Poised to Cast Net", The New York Times, September 8, 2010